# Biestarwegras
Biestarwegras (Elymus farctus subsp. boreoatlantica) is een ondersoort van de plantensoort Elymus farctus. Biestarwegras is nauw verwant aan kweek (Elymus repens) en zeekweek (Elymus athericus).

## Determinatie
Biestarwegras is een vaste, kruidachtige plant die een hoogte van 30–60 cm bereikt. De bladscheden hebben geen oortjes en de onderste bladscheden zijn meestal voor een gedeelte glanzend roodbruin. De soort bloeit van juni tot augustus met een aarvormige bloeiwijze. De aartjes zijn 1,5–3 cm lang en het onderste, vijfnervige kroonkafje (lemma) van de onderste bloem is stomp en heeft een kort, hard topspitsje. De stompe kelkkafjes zijn zeven- tot elfnervig. De vrucht is een graanvrucht.

## Ecologie
Biestarwegras is een psammofiele, halofiele pioniersoort. Ze groeit alleen onder omstandigheden waarin het bodemvocht een zoutgehalte heeft van 2%; ze is dan ook uitsluitend aan te treffen op kuststranden. De plant is in staat aanstuivend zand vast te houden en is verantwoordelijk voor de eerste aanzet tot duinvorming op het strand. Ze groeit goed in lage zandduintjes die regelmatig door zeewater worden overspoeld. Zodra het verzamelde zandduin te groot wordt vestigen zich andere grassoorten, zoals helm (Ammophila arenaria) en zandhaver (Leymus arenarius) en sterft biestarwegras af. Op zandplaten, zoals de Richel bij Vlieland en de Engelsmanplaat tussen Ameland en Schiermonnikoog is biestarwegras vaak de enige plantensoort.

### Syntaxonomie
In de syntaxonomie staat biestarwegras te boek als kentaxon voor de naar haar vernoemde biestarwegras-associatie.

## Verspreiding
In Nederland en België is biestarwegras vrijwel beperkt tot het Noordzeestrand, waar ze algemeen is. Plaatselijk is ze ook te vinden langs de oevers van de Waddenzee en in de Zeeuwse wateren. Vroeger kwam biestarwegras ook hier en daar voor langs de oevers van de Zuiderzee. Het is een van de weinige vaatplanten die thuis voelt op het Noordzeestrand.